# Chaotic
Chaotic je prvi EP američke pjevačice Britney Spears izdan 27. rujna 2005. pod Jive Recordsom. Objavljen je u sklopu DVD-a Britney & Kevin: Chaotic. Album sadrži pjesme koje su snimljene za prijašnje albume, ali nisu objavljene u njima i jednu novu pjesmu "Someday (I Will Understand)". Originalna verzija "And Then We Kiss" se također trebala pojaviti na albumu, ali se to nije dogodilo iz nerazjašnjenih razloga.

## Singlovi
Pjesma "Someday (I Will Understand)" objavljena je kao prvi i jedini singl s EP-a. Kao singl je objavljena u Aziji, Europi i Južnoj Africi. U Japanu je objavljena kao EP singl. Videospotovi za "Someday (I Will Understand)" i "Do Somethin' su prikazani na DVD-u Britney & Kevin: Chaotic. Remiks pjesme se također nalazi na njenoj kompilaciji B in the Mix: The Remixes. 

## Popis pjesama
| Br. | Skladba                               | Tekstopisac                                           | Trajanje |
| --- | ------------------------------------- | ----------------------------------------------------- | -------- |
| 1.  | »Chaotic«                             | Michelle Bell Christian Karlsson, Pontus Winnberg     | 3:31     |
| 2.  | »Someday (I Will Understand)«         | Britney Spears                                        | 3:36     |
| 3.  | »Mona Lisa«                           | Britney Spears, Christian Karlsson, Pontus Winnberg   | 3:26     |
| 4.  | »Over to You Now« (britansko izdanje) | Guy Sigsworth, Imogen Heap, Robyn, Alexander Kronlund | 3:42     |

| Bonus remiks | Bonus remiks                                                  | Bonus remiks   | Bonus remiks | Bonus remiks | Bonus remiks | Bonus remiks | Bonus remiks | Bonus remiks | Bonus remiks |
| Br.          | Skladba                                                       | Tekstopisac    | Trajanje     |              |              |              |              |              |              |
| ------------ | ------------------------------------------------------------- | -------------- | ------------ | ------------ | ------------ | ------------ | ------------ | ------------ | ------------ |
| 5.           | »Someday (I Will Understand)« (Hi-Bias Signature Radio Remix) | Britney Spears | 3:46         |              |              |              |              |              |              |
| 17:19        |                                                               |                |              |              |              |              |              |              |              |